# Hån
Hån is een plaats in de gemeente Årjäng in het landschap Värmland en de provincie Värmlands län in Zweden. De plaats heeft 73 inwoners (2005) en een oppervlakte van 28 hectare. De plaats ligt tussen Töcksfors en de grens met Noorwegen. In de plaats zijn een douanestation en een kleine winkel voor levensmiddelen te vinden.